# Hymenocardieae
Hymenocardieae es una tribu de la familia Phyllanthaceae. Comprende dos géneros.

## Géneros
Didymocistus
Hymenocardia